# Волшебный клад
«Волшебный клад» — советский рисованный мультипликационный фильм, созданный в 1950 году режиссёром-мультипликатором Дмитрием Бабиченко по мотивам бурят-монгольской сказки Павла Маляревского.

## Сюжет
По мотивам бурят-монгольской сказки Павла Маляревского.
В далёкие времена стада богача Галсана охранял пастух Баир. Однажды увидел он, как гриф схватил чудесную птицу, и спас её, подстрелив хищника из лука. Закончилась его служба, и захотел он уйти, получив 16 монет, но Галсан оказался не только жадным богачом, но и мошенником. Он вычел с Баира за охромевшую кобылу, за сломанный кнут и порванный халат столько, что пастух не выдержал и огрел негодяя сундуком. Слуги Галсана бросили его связанным в ущелье. Вот тогда и прилетела к нему чудесная птица и поведала про волшебный клад, который может принести счастье всем беднякам.
Победив огромную змею, охранявшую клад, Баир обнаружил, что клад — это небольшой сундук, и уронил в него свою старую шапку, а сундук вернул две новые. Смеясь, Баир понял, что сундук удваивает и улучшает всё, что в него положить, и положил в него свой халат, получив из сундука два новых. Птица предупредила Баира, что если сундук попадёт в руки богачей, это принесёт горе всем беднякам.
Возвращаясь, Баир встретил старого деда, который шёл к Галсану отдавать последнюю козу за взятые ранее взаймы две монеты. Баир помог деду и с помощью сундука превратил одну козу в две, после чего отдал деду шапку и халат и попросил его передать всем беднякам прийти в его юрту. В своей юрте Баир превратил с помощью сундука старые вещи бедняков в новые и удвоил количество вещей и лошадей. В новой одежде, с новым оружием и верхом на молодых лошадях бедняки начали веселиться и благодарить Баира.
В это время жена Галсана донимала мужа, что бедняки раньше плакали от нужды и голода, а теперь поют и пляшут, и виноват в этом Баир. Прикрикнув на жену, Галсан решает сам узнать причину радости бедняков. Переодевшись стариком, он приходит в степь, где охотился Баир, и начинает кричать. Не узнав богача, Баир спрашивает у «старика», что случилось. «Старик» рассказывает, что не смог вернуть Галсану пяти монет, за что был жестоко избит и брошен на съедение волкам. Баир приводит «старика» к своей юрте. Подглядев и узнав о волшебных свойствах сундука, Галсан снимает маскировку и подаёт сигнал своим стражникам, тайком шедшим за хозяином, схватить Баира.
Чтобы «законно» получить сундук, Галсан подкупает судью. Приняв мешочек монет в качестве «доказательств», судья приказывает слуге принести священные шары Ухтыр-Арбая. Во время суда судья просит шары в случае лживости слов Баира вырасти до размеров головы буйвола. Шары выросли (слуга судьи прятался под столом и по сигналу надувал шары), и судья объявил, что сундук принадлежит Галсану, а Баира за его «ложь» заключили в колодки и бросили на съедение волкам.
Следующие три дня и три ночи Галсан преумножал своё богатство с помощью сундука. Жена богача, проникнув в юрту, узнала, почему муж не пускал её. Рассердившись, Галсан случайно толкает жену в сундук, откуда появляются две жены. Испуганный, богач сам падает в сундук, и появляется два Галсана. В юрту заглянул судья, захотевший узнать, зачем Галсану нужен сундук (потом окажется, что и он угодил туда).
Посреди степи, в окружении волков, Баиру удаётся освободиться из колодок и игрой на флейте призвать чудесную птицу. Прогнав волков, птица рассказывает, что нужно до восхода солнца трижды произнести перед сундуком заклинание «Ашар-Кары», и сундук исчезнет. Верхом на коне Баир созывает всех бедняков, и вскоре они пришли к юрте Галсана. Войдя в юрту, бедняки увидели богача, его жену и судью вместе с их двойниками. Баир трижды произнёс: «Ашар-Кары». На первый раз двойники слились, на второй их затянуло в сундук, а на третий сундук рухнул в глубокую пропасть, которую завалили скалы.
В конце Баир радостно произносит: «Нет больше злых Галсанов, нет больше жестоких судий!»

## Создатели
| Автор-режиссёр             | Дмитрий Бабиченко |
| Художник-постановщик       | Григорий Козлов |
| Композитор                 | Карэн Хачатурян |
| Художники-мультипликаторы: | Дмитрий Белов, Роман Давыдов, Александр Беляков, Рената Миренкова, Лидия Резцова, Роман Качанов, Фёдор Хитрук, Вадим Долгих, Лев Попов, Иосиф Старюк, Вячеслав Котёночкин |
| Художники фонов:           | Вера Валерианова, Елена Танненберг, В. Завилопуло, Ирина Троянова, Константин Малышев                                                                                     |
| В ролях:                   | Владимир Грибков — купец Галсан, Владимир Балашов — пастух Баир, Эраст Гарин — судья, Александра Панова — жена Галсана, Наталья Гицерот — волшебная птица                 |
| Оператор                   | Михаил Друян |
| Звукооператор              | Николай Прилуцкий |
| Ассистент режиссёра        | Елена Шилова |
| Монтажёр                   | Лидия Кякшт |

- Создатели приведены по титрам мультфильма.

## Переозвучка
В 2001 году мультфильм был отреставрирован и заново переозвучен компаниями ООО «Студия АС» и ООО «Детский сеанс 1». В новой версии была полностью заменена фонограмма, к переозвучиванию привлечены современные актёры, в титрах заменены данные о звукорежиссёре и актёрах озвучивания. Переозвучка была крайне негативно воспринята как большинством телезрителей, так и членами профессионального сообщества. Качество реставрации также иногда подвергается критике.
Роли озвучивали:
- Александр Котов — пастух Баир
- Жанна Балашова — жена Галсана
- Виталий Ованесов — старик
- Владимир Конкин — Галсан
- Ирина Маликова — волшебная птица
- Юльен Балмусов — судья